# Neil Innes
Neil Innes, född 9 december 1944 i Danbury, Essex, död 29 december 2019 i Montcuq-en-Quercy-Blanc nära Cahors i Lot, Frankrike, var en brittisk skådespelare och musiker.
Innes är inofficiellt känd som "den sjunde pythonmedlemmen". Han spelade i slutet av 60-talet i bandet Bonzo Dog Doo-Dah Band och senare i The Rutles. Han lärde känna Eric Idle, Michael Palin och Terry Jones när de tillsammans gjorde TV-programmet Do Not Adjust Your Set och samarbetade efter det med dem i flertalet av Monty Pythons TV-serier och filmer.

## Diskografi
Soloalbum (urval)
- How Sweet To Be An Idiot (1973)
- The Rutland Weekend Songbook (med Eric Idle) (1976)
- Taking Off (1977)
- The Innes Book of Records (1979)
- Off the Record (1982)
- Erik the Viking (soundtrack) (1989)

## Filmografi (i urval)
- Magical Mystery Tour (1967)
- Monty Pythons galna värld (1974) (flera roller)
- The Rutles (1978) (i rollen som Ron Nasty)
- Ett herrans liv (1979) (i rollen som samarit)